# Bataille de Sierra Bullones (1859)
Pour les articles homonymes, voir Bataille de Sierra Bullones.
Guerre hispano-marocaine (1859-1860)
Batailles
La bataille de Sierra Bullones est une bataille de la guerre hispano-marocaine de 1859-1860. Elle a opposé les forces du roi Mohammed IV du Maroc aux forces expéditionnaires espagnoles commandées par Leopoldo O'Donnell à Sierra Bullones, et se solde par une victoire espagnole.